# Новый Тирис
Новый Тирис — село в Абдулинском городском округе Оренбургской области.

## География
Село расположено в северо-западной части области, недалеко от центра городского округа — Абдулино.
Часовой пояс
Село Новый Тирис как и вся Оренбургская область, находится в часовой зоне МСК+2. Смещение применяемого времени относительно UTC составляет +5:00.

## История
До 1 января 2016 года село входило в состав Зериклинского сельсовета.

## Население
| 2010 |
| ---- |
| 300  |